# 전투식량

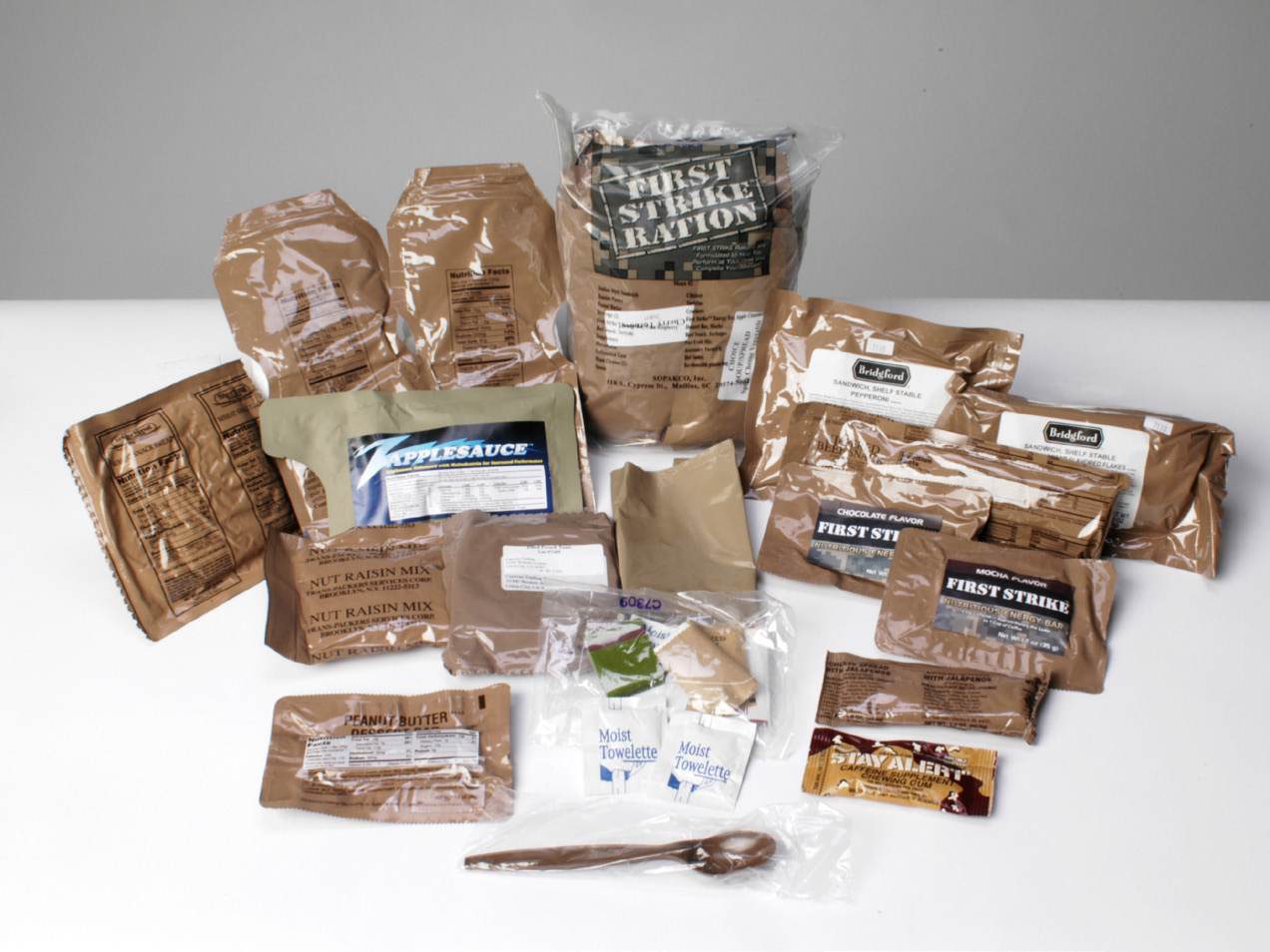

전투식량(戰鬪食糧, 영어: field ration, combat ration, ration pack) 또는 휴대식량(携帶食糧), 야전식량(野戰食糧)은 군대의 구성원인 군인들이 전장에서 간편하게 지니고 다니거나 먹을 수 있도록 통조림하거나 미리 포장된 형태로 만든 식량이다.
인류의 역사가 곧 전투의 역사라 해도 무방할 만큼 전투와 함께 발전한 전투 식량은 과거, 현재, 그리고 미래에도 그 영향이 지대할 전망이다. 전투 식량은 통조림하거나 미리 조리된 형태, 동결 건조, 음료 혼합 가루, 농축 음식으로 만들어져 야전에서 최소한의 준비만 갖춰도 먹을 수 있다는 장점이 있으며, 일반 식량보다 유통기한도 매우 길다는 점에서 지급 식량과 구별된다. 이러한 종류의 식량은 재난 구조 작전에서도 매우 귀중하게 쓰일 수 있는데, 많은 용량도 쉽게 운반하여 배급할 수 있고, 신선한 음식을 제공할 수 없는 상황에서 이재민에게 기본적인 영양소를 공급해줄 수 있다. 오늘날 대부분 국가의 군대에서는 국가와 민족의 입맛에 맞도록 제작하여 미리 포장한 전투 식량을 사용한다.

## 전투식량의 역사
과거에는 현대와 같이 전투식량이 장기간의 보존기한을 가지고 있기 어려웠기 때문에, 병사들은 주로 말린 육포 혹은 생쌀처럼 장기간 보관이 용이한 식품들을 주로 애용했다고 한다. 하지만 보다 더 사용에 용이한 제품이 필요했었고, 이는 1804년 나폴레옹에 의해 첫 선을 보이게 된다. 나폴레옹은 공모를 통해 신기술을 찾고자 하였고, 프랑스의 의사 니콜라 아페르(Nicolas Appert)가 개발한 '병조림'이 그 시초가 되었다. 유리병에 음식물을 담고, 코르크 마개로 뚜껑을 제작한 후 공기가 들어가지 않도록 양초를 녹여 밀봉한 방식이었다. 이는 살균 및 밀폐되어 있어 신선도와 맛이 오래 지속될 수 있었다. 당시에는 매우 획기적이었고, 아페르는 포상으로 1만 2000프랑의 상금과 나폴레옹 훈장을 받았다.
프랑스에 이어 영국도 전투식량 제작에 참여하게 된다. 영국인 피터 듀런트(피터 듀란, Peter Durand)는 병조림을 변형시켜 통조림을 개발하였고, 이는 병조림보다 더 나은 성능을 지녀 지금까지도 널리 사랑받는 제품이 되었다.

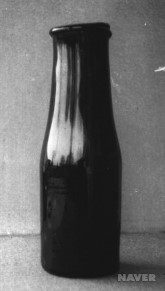
아페르의 병조림

건빵 또한 유사한 시기에 제작되었다. 중동 지역에서 처음 개발된 건빵은 십자군 전쟁 때 유럽으로 흘러 들어오게 되고, 1801년 미국으로 유통되어 남북 전쟁 때 북군의 전투식량으로 사용되면서 전 세계적으로 보급되었다.

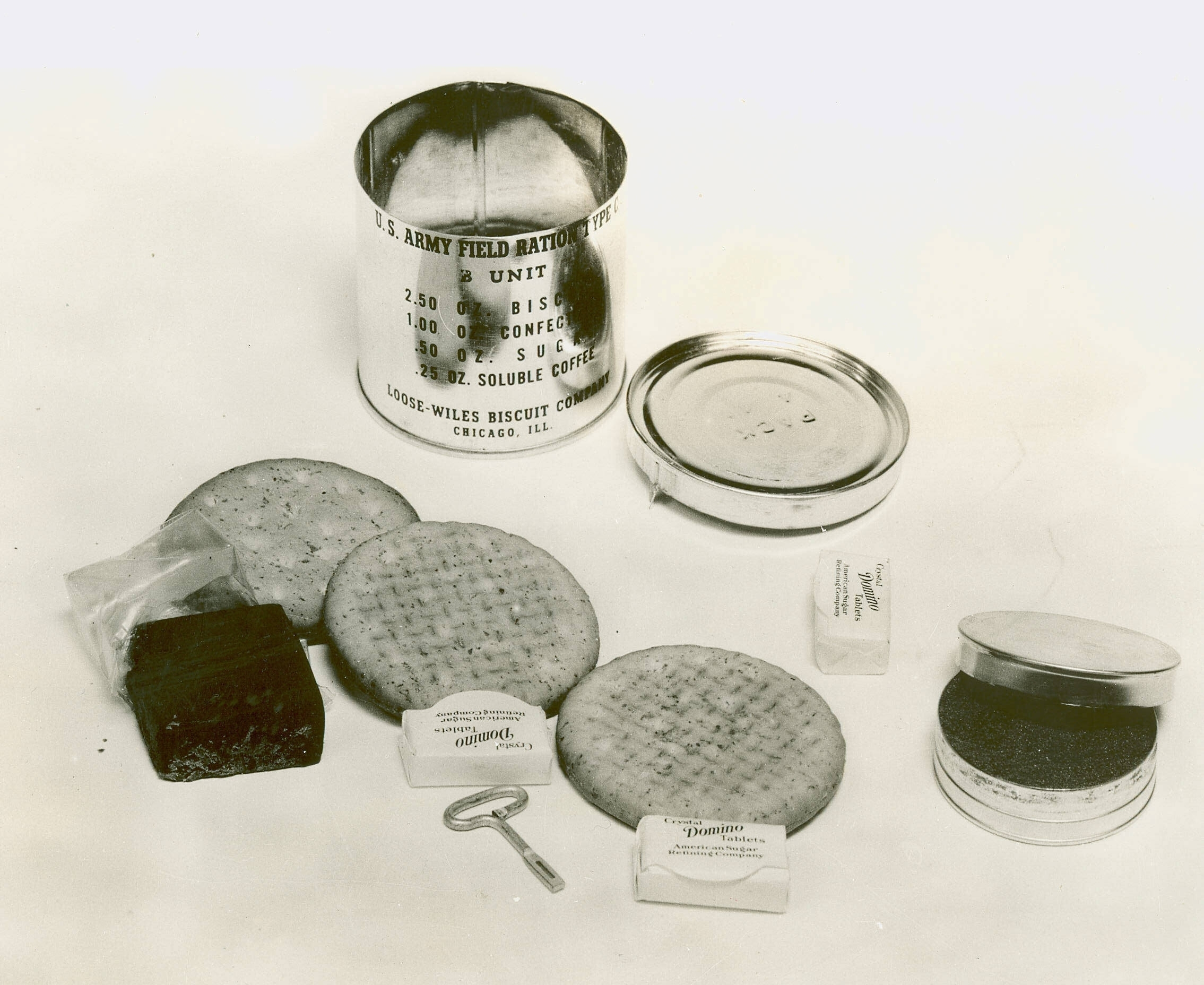
C 레이션

현대의 전투식량처럼 다양한 메뉴들이 한 세트로 규격화되기 시작한 것은 2차 세계대전 당시 미국의 전투식량이었던 C 레이션(C Ration)이 시초가 될 수 있겠다. 크게 두 개의 통조림과 한 팩의 봉투로 구성되어 있었고, 통조림은 육류 및 야채와 육류가 결합된 메뉴가 하나를 구성하였고, 다른 하나는 건빵 및 인스턴트 커피로 구성되어 있었다. 봉투 안에는 숟가락과 도시락 등 일회용품과 사탕, 껌, 담배 등 기호식품이 들어 있었다. C 레이션은 대량으로 제작되어 전선의 병사들로부터 큰 환영을 받았고, 전쟁이 끝난 후에는 민간에게도 널리 사랑받는 제품으로 자리잡았다. 또한 C 레이션의 기본구성은 6.25 전쟁과 베트남 전쟁에도 사용되었다.
통조림으로 제작된 제품들에 흠이 있다면 무게가 많이 나간다는 점과 제작 단가가 많이 든다는 점이 있었다. 이에 미군이 개발한 제품이 현대의 즉석 식품에도 널리 사용되는 레토르트 식품(retort food)이다. 플라스틱 봉투에 음식물을 담고 밀봉한 후 고온에서 가열살균한 방식이다. 통조림처럼 공기와 빛을 차단할 수 있다는 장점과 동시에 포장이 앏고 무게가 가벼워 전투식량으로 사용하기에도 안성맞춤이었다. 미군은 1981년 레토르트 식품을 응용한 새로운 형태의 전투식량 MRE(Meal, Ready to Eat)를 선보였고, 1992년에는 물만 부으면 발열이 되는 발열팩까지 발명해 내면서 전투식량의 선구자로 자리매김하게 된다.
현대의 전투식량은 국적, 인종, 종교 등을 고려햐여  채식주의자 전용, 무슬림을 위한 할랄 전용 등 보다 더 다양한 형태의 전투식량이 만들어지고, 보급되고 있는 추세이다.

## 전투식량 특징
1. 열량이 높다.
-하루 열량이 크기 때문에 전투식량도 매끼 1000kcal 이상 씩 공급하도록 맞춰놓는다.
2. 유통기간이 길다.
-보통 군전투식량의 보관기한은 2~3년이다.
3. 화기로 따로 조리할 필요가 없다.
-레토르트식 1형의 경우는 따뜻한 물을 통해 조리하고 다른 것은 찬 물로도 어느 정도 먹을 수 있다. 즉각취식형의 경우는 안에 발열팩이 들어있어 따로 조리할 필요가 없다.
4. 수분이 적고 전반적으로 짭짤하다
-손실되는 전해질을 보충할 목적으로 염분이 많고 보존성의 이유

## 한국의 전투식량
서두에서 언급하였듯이 대부분의 전투식량은 그 나라 민족의 입맛에 맞도록 구성되어 있다. 따라서 다른 나라의 전투식량과 비교하여 한국의 전투식량의 가장 큰 특징을 들자면 쌀, 즉 밥이 주식으로 제공된다는 점이다.
6.25전쟁 이전까지는 마땅한 전투식량이 보급되지 않았을 뿐더러 전투식량이란 개념 자체가 인식되지 않았던 터라 전쟁 중 민가를 통해 급하게 만들어 먹었던 주먹밥이 그 시초라 들 수 있다. 이를 인지한 미군이 그들의 전투 식량인 C레이션을 한국군에도 보급하였는데, 한국인의 입맛엔 맞지 않아 상당한 고충을 토로했고, 이에 1950년 11월부터는 한국인의 입맛과 유사한 일본군의 전투식량을 사용하기도 했었다. 또한 미숫가루나 건빵 등 장기간 보관이 가능하고 휴대가 간편한 식품들이 전투식량으로 분류되어 널리 사용되었다.
베트남 전쟁부터 본격적인 전투식량이 국군에 도입되었다. 당시 국군에 도입되던 C레이션은 별 호응을 얻지 못하였고, 그에 따라 한국인의 입맞에 맞도록 독자적인 전투 식량인 'K레이션'이 개발되었다. K레이션은 C레이션과 그 형태는 유사하지만 식품만 한국인의 입맛에 맞도록 바꾼 상품인데, 김치, 두부조림, 꽁치조림, 쇠고기 조림 등이 주 식단이었다고 한다.  김치에 관한 에피소드가 있는데, 김치의 산도가 PH 4.0으로 낮은 편이라 금속이 부식하는 현상이 발생하여 김치를 식단에 포함시키는 데 많은 어려움이 있었다고 한다.
현재 국군에 유통되고 있는 전투식량들은 다음과 같다.
레토르트식 1형

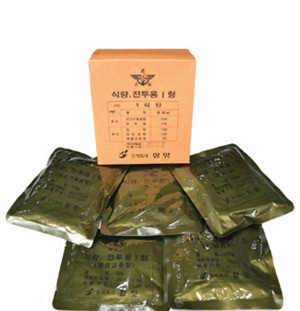
레토르트형 1형

가장 먼저 출시된 1세대 국군 전투식량으로, 흔히 판매하는 레토르트식품과 유사한 형태이다. 즉 포장만 뜯은 후 뜨거운 물을 이용하여 데운 후 섭취가 가능한 방식이다. 1식단 기준 약 750g, 1,100 kcal이다.
식단은 크게 세 가지로 구분되어 있으며 메뉴는 다음과 같다.
- 1식단: 쇠고기볶음밥+조미밥, 양념꽁치, 볶음김치, 볶음고추장
- 2식단: 김치볶음밥+흰밥, 고기완자, 두부조림, 멸치조림
- 3식단: 햄볶음밥+팥밥, 양념소시지, 볶음김치, 콩조림

동결건조식 2형

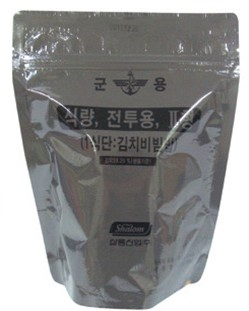
동결건조형 2형

레토르트형인 1형과 차이점이 있다면 내부 음식물이 모두 건조된 형태로 출시되었다는 것으로, 뜨거운 물 속에 넣어 열을 가하는 1형과 달리 내용물에 직접 뜨거운 물을 넣는다는 차이점이 있다. 또한 찬물을 이용하여 조리가 가능하며 건조된 식품 특성상 무게가 가벼운 점에서 전투와의 연계성 역시 훌륭한 편이다. 2식단 기준 약 280g, 1,100kcal이다.
- 1식단 : 김치비빔밥, 된장국, 초콜릿

- 2식단 : 야채비빔밥, 두부국, 초콜릿

- 3식단 : 잡채비빔밥, 계란국, 초콜릿

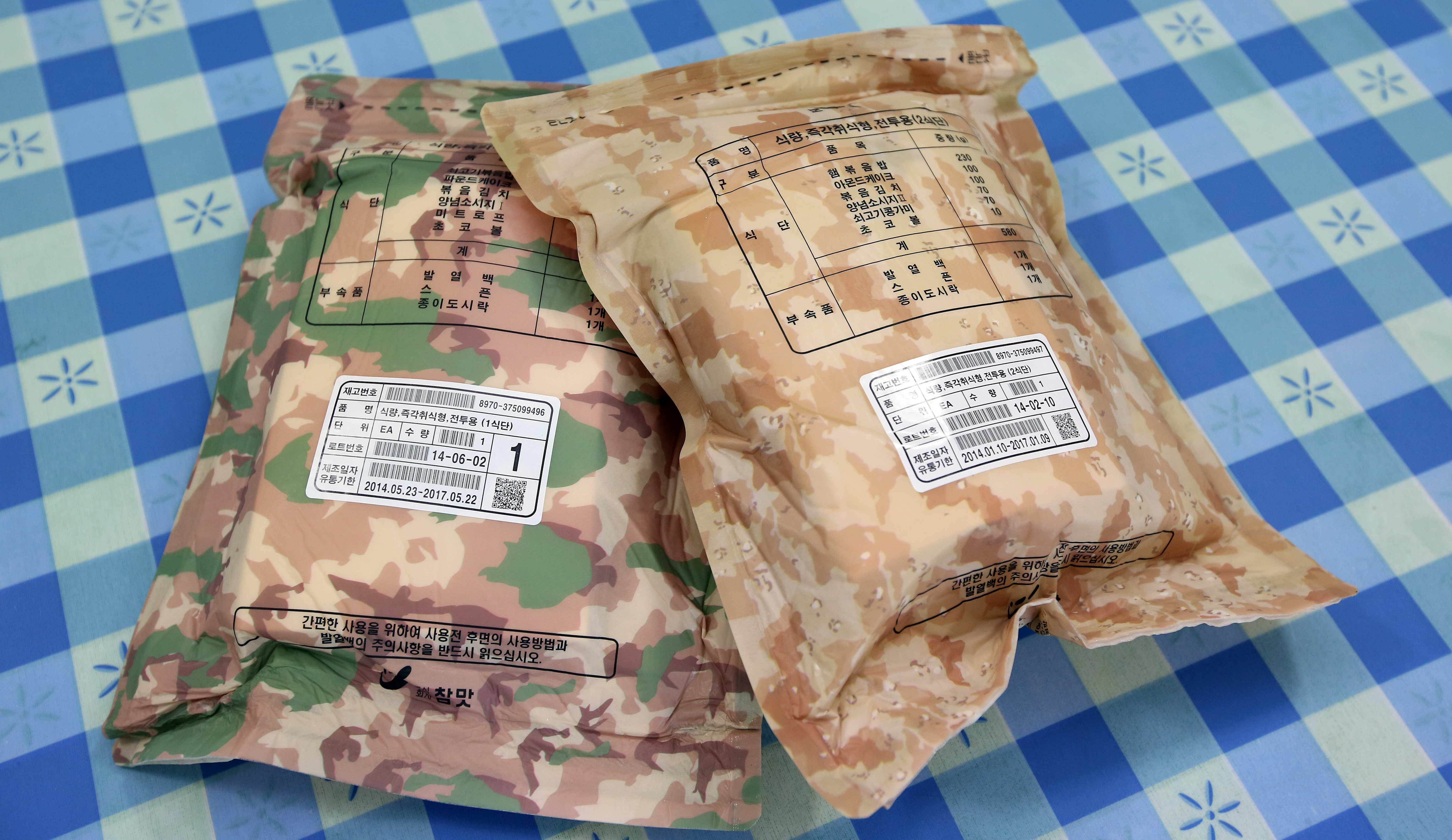
즉각취식형 3형
1형과 유사하게 레토르트 식품이지만, 뜨거운 물이 필요한 1형과 달리 MRE방식을 적용하여 내부의 발열팩을 이용하여 발열끈만 당기면 물 없이도 열을 가할 수 있다는 장점이 있다. 현재 야전에서 주로 보급하고 있으며, 맛이 가장 개선된 편이라 병사들의 호응도도 가장 높은 상품이다. 발열팩의 영향으로 무게와 부피는 비교적 크고, 수증기가 나옴으로 인해 기도비닉 확보에 문제가 있지 않냐는 논란이 일부 일기도 한다. 1식단 기준 약 580g, 1,100kcal이다.
- 1식단 : 쇠고기볶음밥, 미트로프, 양념소시지 1, 김치, 파운드케익, 초코볼특수작전식량
- 2식단 : 햄 볶음밥, 쇠고기 콩가미, 양념소시지 2, 김치, 아몬드케익, 초코볼

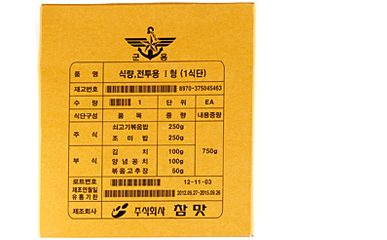
특수작전식량
일반 부대에서 사용하는 제품과 달리 특수부대의 임무 수행을 위하여 특수 제작한 제품이다. 장기간 작전 시 최소 일주일 분의 식량이 필요하고, 이를 고려하여 무게와 부피가 최소화되도록 만들어졌다고 한다. 곡물을 압착하여 제작한 형태로 대체로 건조되어 있으며 딱딱하다. 1식단 기준 240g, 1,000kcal이다.
- 1식단: 개선미반압착식, 과자분말압착식, 아몬드강정, 초코바, 조미쥐치포, 땅콩크림, 이온음료
- 2식단: 고열량압착식, 팥분말압착식, 땅콩강정, 초코바, 햄, 땅콩크림, 이온음료
- 3식단: 개선미압착식, 빵분말압착식, 참깨강정, 초코바, 소시지, 땅콩크림, 이온음료[2]

### 전투식량 조리방법
동결건조식 2형
1. 포장지의 하단부를 펼친 후 벗기는 곳을 이용하여 겉필름을 벗긴다.
2. 자르는 곳을 절단한 후 내용물을 꺼낸다.
3. 남아있는 건조밥에 당면을 넣고 건조밥과 국에 뜨거운 물로 표시선까지 붓고 건조밥은 지퍼로 밀봉한다.
4. 10분 경과 후 식성에 따라 스프와 참기름, 옥수수샐러드유를 첨가하여 비빈 후 국과 함께 먹는다.

즉각취식형 3형
1. 상단 뜯는 곳 점선을 따라서 포장지를 뜯는다.
2. 상단 지퍼를 열고 포장된 종이 도시락을 꺼낸다.
3. 포장지 안에 접혀 있는 흰색 발열팩을 꺼낸 다음 발열팩의 지퍼를 열고 발열팩 입구 속에 있는 발열끈의 고리에 손가락을 끼운다.
4. 포장지를 꽉 움켜잡고 발열끈이 완전히 빠질 때까지 힘주어 빨리 위로 잡아 당긴다.
5. 발열끈이 완전히 빠진 다음 발열팩 입구 상단에 있는 지퍼를 빨리 닫고 발열팩 입구를 포장지 안으로 접어 넣어준다.
6. 상단 지퍼를 양손으로 잡고 안으로 당기면서 지퍼가 맞물리도록 견고하게 빨리 닫아준다.
7. 포장지를 주변 물체들을 이용하여 45도 정도로 기대어 놓은 후 8분 후에 제품을 좌,우로 흔들어 주고 8분간 더 복원을 시킨다.
※발열과정 중에 포장지가 팽창되어도 수증기 배출구가 있으므로 안심하십시오.
8. 시간이 경과하여 복원이 되면 부식과 발열팩 속에 주식을 꺼낸다. 이를 발열팩이 남은 열로 인해 팽창이 될 수 있으므로 발열팩 입구 지퍼를 열어 놓는다.
9. 부식과 주식을 꺼내어 종이 도시락에 담아 맛있게 드십시오.
10. 취식을 마친 후 발생된 봉투 및 도시락/스푼을 포장지에 담아 지퍼를 닫고 처리하여 주십시오.

## 외국의 전투식량
미국
- C-레이션(C-1)

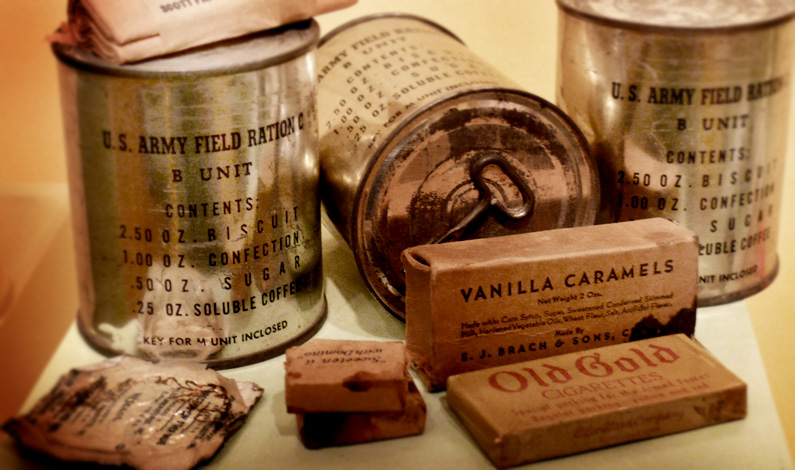
2차 세계 대전 당시의 미군 C-Ration 캔 중 일부

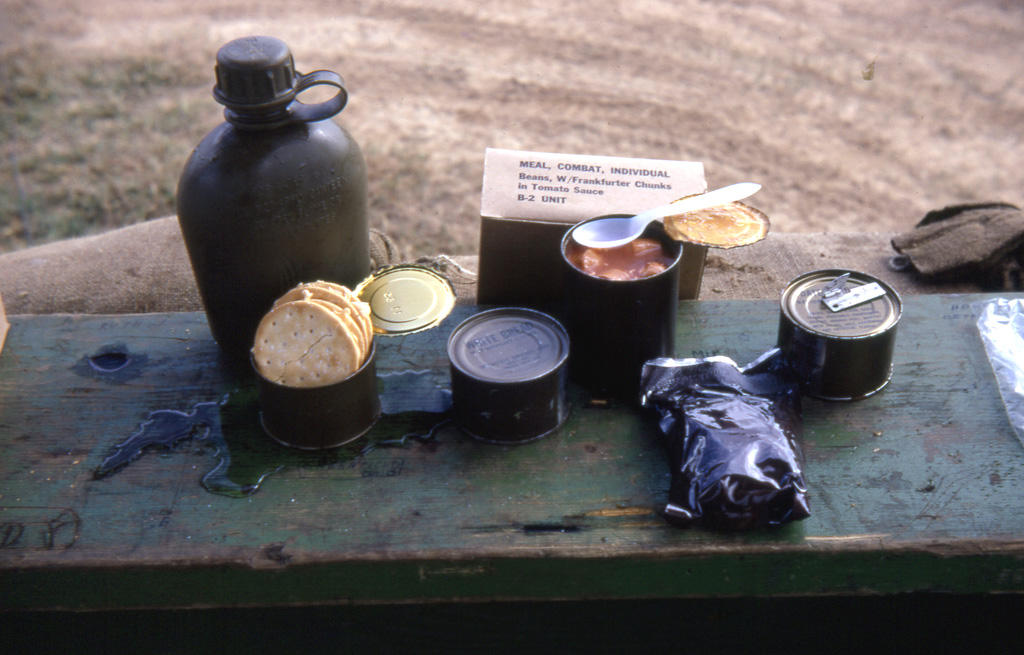
1966-1967년경 베트남 다낭에서 제공되는 미 공군의 전투식량(MCI)

C형 식량으로 C-레이션은 제2차 세계 대전과 6.25 전쟁에서 쓰인 미군을 대표하는 전투식량이다.
1945년에 개량판이 나왔고 여러 버젼이 있다. 한 끼 분량의 C레이션은 보통 M-유닛이라고 부르는 고기 요리 캔과 B-유닛이라고 부르는 빵과 디저트 캔으로 나뉜다. 한 명의 병사가 하루에 M-유닛 세 개와 B-유닛 세 개, 악세사리 팩 한 개씩 받는 형식.
첫 번째  C-레이션의 배급량은 16온스(450g)의 '고기' 단위(M-단위)로 구성되었다(1940년 루이지애나 작전 중 현장 테스트를 거친 후 12온스(340g)로 감소 ). 초기 유형에는 고기와 콩, 고기와 감자 해시 또는 고기와 야채 스튜의 세 가지 변형만 메인 코스에 있었다. 또한 빵과 디저트 캔(B-unit) 1개가 발행되었다.
- C-2 레이션

C-1에서의 메뉴 개선을 위해 5가지 다른 메뉴를 추가하고 최대한의 영양분을 담았다. 각각의 메뉴에는 화장실 용품, 담배, 당과자류가 들어있는 액세서리 팩이 포함된다.
- C-3 레이션

C-3 레이션부터는 과일 통조림이 추가되고 B-유닛이 기존 3개에서 4개로 증가되었다. 덕분에 기존의 6개 통조림+1액세서리 팩이 8개 통조림+1액세서리 팩으로 변경되어 무거워져 5파운드 8.5온스(3.5㎏)가 되었다.
M유닛의 메뉴는 10개로 C-2와 동일하지만, B유닛은 다음과 같이 변경되었다.
B-1: 크래커 5장, 인스턴트 커피 1봉, 분유 1봉, 백설탕 1봉, 코코아 디스크 1개, 잼 43g
B-2: 크래커 5장, 인스턴트 커피 1봉, 분유 1봉, 백설탕 1봉, 쿠키 샌드위치 1개, 초콜릿 퍼지 디스크 1개
B-3: 크래커 5장, 인스턴트 커피 1봉, 분유 1봉, 백설탕 1봉, 쿠키 샌드위치 2개, 잼 43g
B-4: 혼합 압축 시리얼
- C-4 레이션

C-3에서 새롭게 등장한 12온스의 과일 통조림이 6온스 과일 통조림 2개로 변경되었고 디저트가 아래와 같이 다양해졌다.
| 추가된 디저트 |
| --- |
| 설명서 1매, 치즈바 2개(43g), 시리얼바 2개(43g), 초콜릿바 3개(28g), 젤리바 1개(56g), 과일 케이크바 2개(56g), 페퍼민트 츄잉껌 3개, 설탕 3봉지, 차 2봉지, 정제소금 1봉지, 수용성 크림 제품 1봉지, 수통용 요오드 정수제 1개, 플라스틱 백 1개 |

- MRE (Meal, Ready-to-Eat)

미군의 현용 전투식량
구성품목
-메인 코스(종종 "메인" 이라고 함)
-반찬

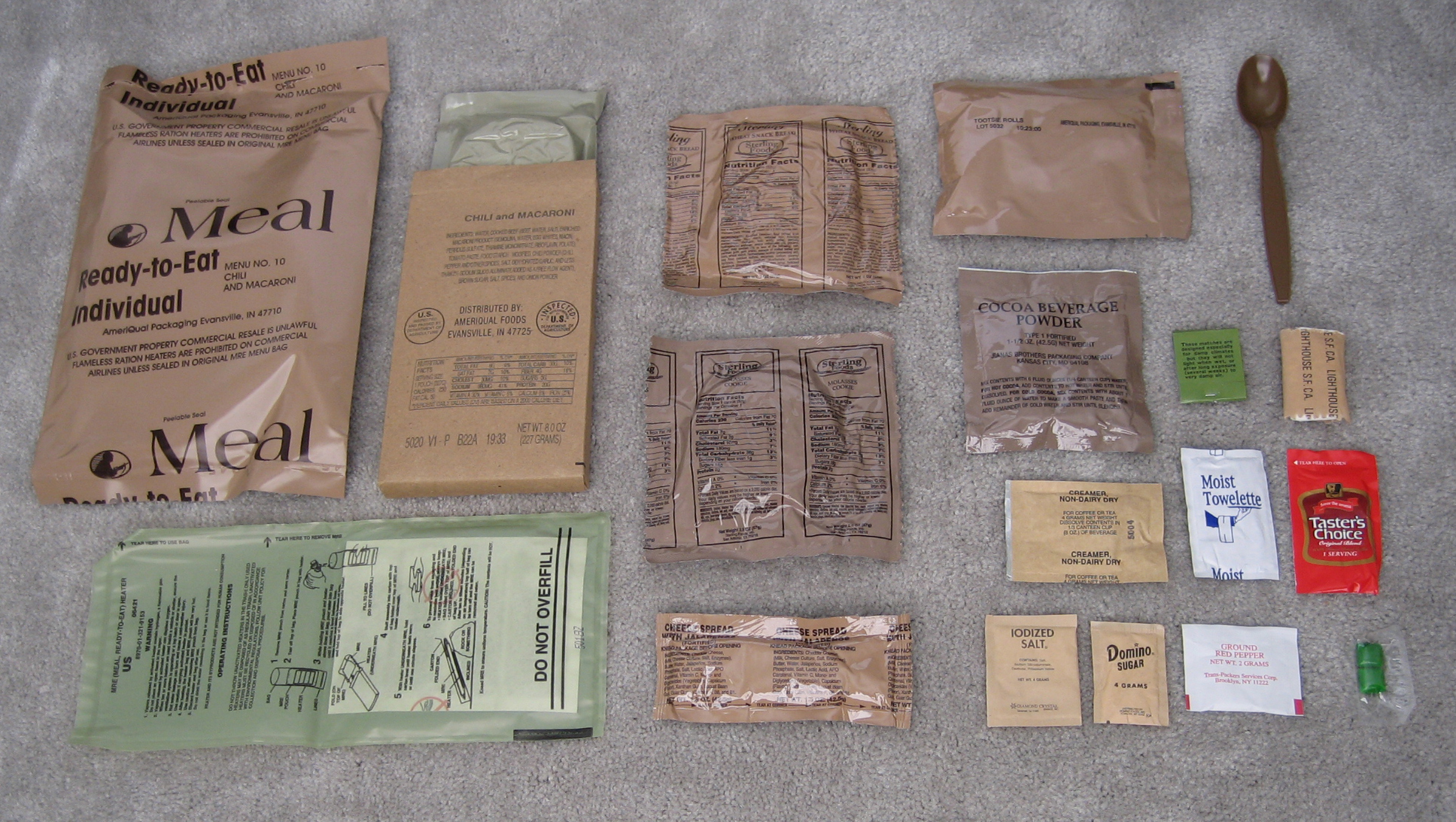
MRE의 품목들이다.

-디저트 또는 스낵(종종 상업용 캔디, 강화 페이스트리, 퍼스트 스트라이크 바 또는 솔저 퓨얼 바.)
-크래커나 빵
-치즈, 땅콩 버터 또는 젤리 스프레드
-분말 음료 혼합: 과일 맛 음료, 코코아, 인스턴트 커피 또는 차, 스포츠 음료 또는 유제품 쉐이크.
-플라스틱 스푼(일반적 경우)
-무화염 배급 히터(FRH)
-음료 혼합 백
-액세서리 팩:
- 자일리톨 껌
- 방수 성냥갑
- 냅킨/화장지
- 촉촉한 수건

-소금, 후추, 설탕, 크리머 및 타바스코 소스를 포함한 조미료
-동결 건조 커피 분말

프랑스
Ration de Combat Individuelle Réchauffable
약어로는 RCIR, 가열형 개인 전투식량이란 뜻이다. 주식 캔 2개, 크래커 2종, 디저트와 에피타이저 그리고 시리얼 바와 캔을 데우기 위한 간이 히터 등이 있다. RCIR은 국내에서 공식적으로 식약청 검사와 통관절차를 거쳐서 수입하기 시작했고  그 결과 2017년 기준으로는 옥션이나 11번가 등에서도 판매하고 있다.
구성품목
| 주식 |
| --- |
| 보카쥬 포크 샐러드, 보카쥬 화이트빈 소작농 스튜, 후가일 소시지, 보카쥬 바스크식 닭요리, 보카쥬 포크 렌틸콩 스튜, 보카쥬 크레올 포크라이스, 보카쥬 소시지 캐서롤, 보카쥬 꾸스꾸스, 보카쥬 닭고기맛 커리, 보카쥬 양송이버섯 리조또... |

| 부식       | 디저트 & 에피타이저  |
| ---------- | -------------------- |
| 밀크뮤슬리 | 프로방스 오렌지 젤리 |
| 아미비스킷 | 야봉                 |

러시아

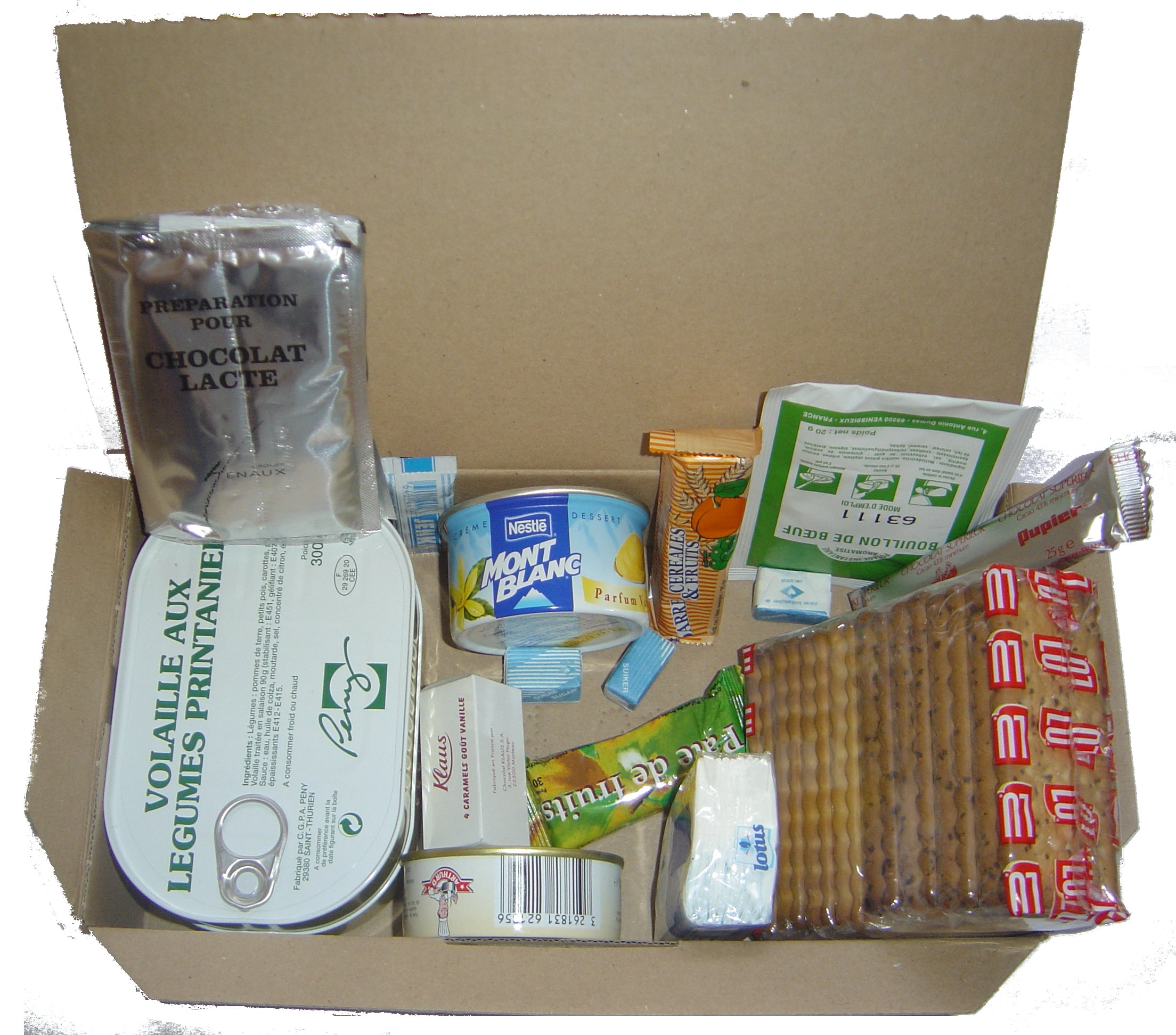
프랑스의 전투식량

러시아는 개별 식량 배급(Individual'nyi Rtsion Pitaniya(IRP) (Индивидуальный рацион питания/ИРП), 새로운 자급식 배급으로, 야전에서 개별 병사의 일일 전체 음식 섭취량을 포함한다. 가장 일반적으로 그것은 견고한 플라스틱 상자 또는 적층 호일 캔에 5~6개의 앙트레가 들어 있는 플라스틱으로 밀봉된 판지 상자에 포장된다.
- IRP-B

개인 식량 배급 - 전투 IRP-B의 구성은 일반적으로 4개의 캔(고기 통조림(스튜), 다진 고기 또는 파테 형태의 통조림 식품, 쇠고기와 생선 통조림이 든 메밀과 죽), 군용 빵 6팩(대부분 종종 일반 이스트를 넣지 않은 크래커), 차, 용해성 설탕 2패킷, 농축 건조 천연 음료, "좋은" 인스턴트 커피 패키지 1, 과립 설탕 4패킷, 잼, 과일, 토마토 소스, 종합 비타민 1정제, 물 소독용 "Akvatabs" 3정제, Razogrevatel 휴대용(드라이 알코올 4정), 캔따개, 숟가락, 방풍 성냥 및 생리대 3개.
IRP-B 무게 - 포장을 포함하여 1.5kg. 에너지 가치 - 3590kcal.
- IRP-P

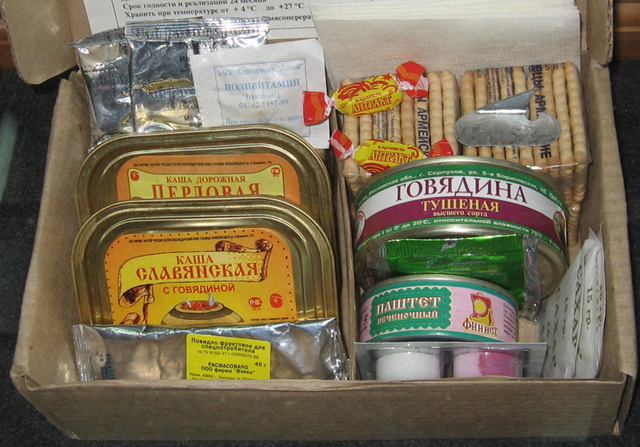
러시아 해군의 IRP-P

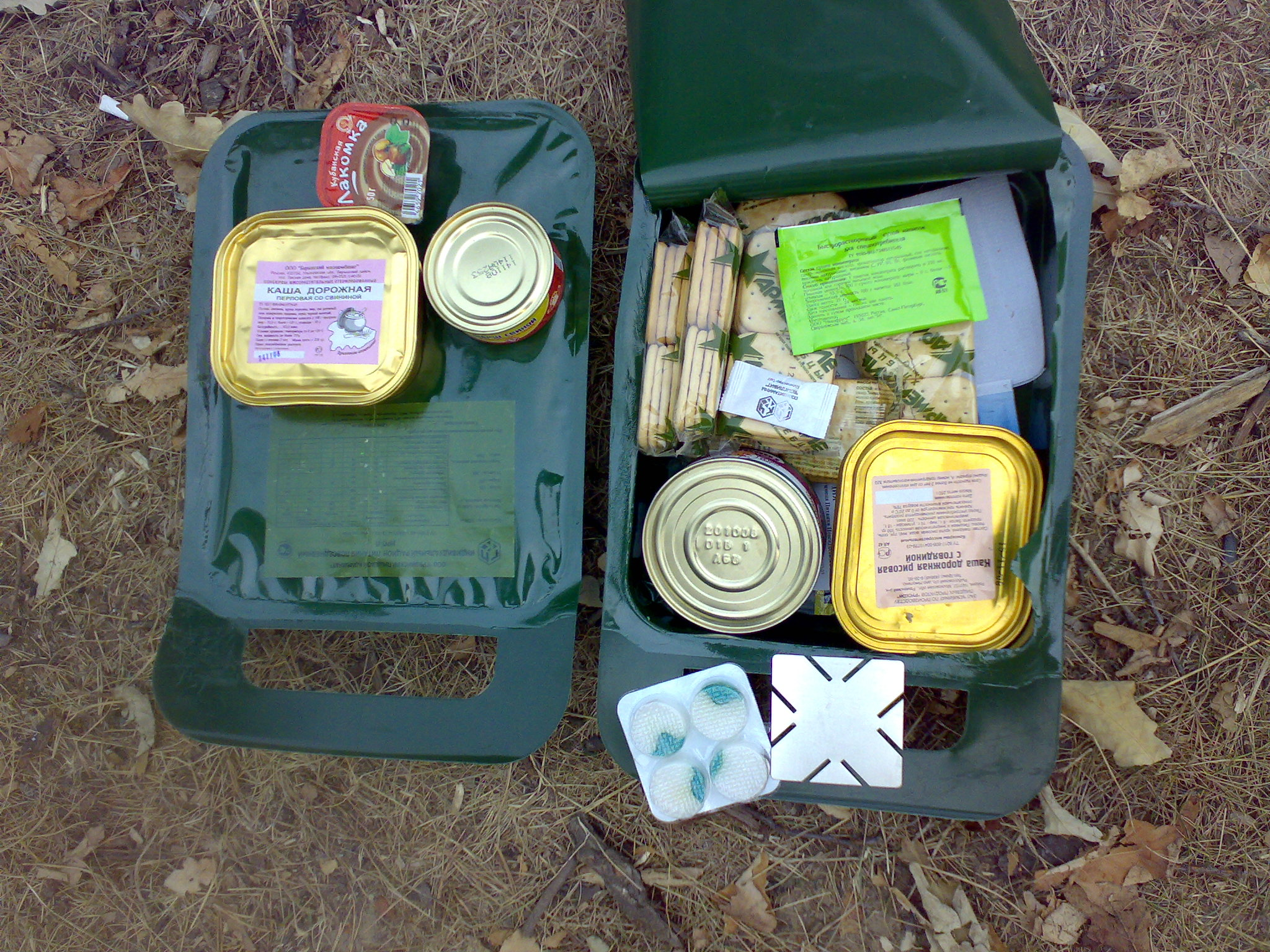
IRP-P("Frog"라 불리는 다른 버전)

개별 식량 배급(IRP-P), 7 가지 옵션(다양한 음식에 대한 통조림 요리 목록에서 다름)이 있으며 최대 1주일 동안 하루에 대해 설계되었다.(3끼(아침, 점심, 저녁)) 전투와 크게 다르지 않으며 무게와 칼로리 함량이 약간 적으며 야외 주방이 없는 일상 활동에 사용된다.
| IRP-P |
| --- |
| 통조림 고기, 다진 고기 통조림 식품, 고기 및 야채 통조림, 통조림 야채 스낵, 베이컨 지방 짠 통조림, 과일 및 베리 농축액, 80g 의 깡통에 담긴 살균 처리된 치즈 - 1캔, 과일 레토르트 패키지, 레토르트 패키지의 천연 과일 및 베리 퓌레, 쓴 초콜릿, 블랙 롱 티, 인스턴트 커피, 드라이 크림 20그램, 설탕, 소금, 후추 가루, 종합비타민 - 1정, 껌 - 10알, 소독 정제 용 물, 휴대용 히터, 방수 성냥, 종이 냅킨, 습식 소독 냅킨, 일회용 플라스틱, 플라스틱 칼, 오프너 |

IRP-P의 총 중량은 1.625kg이고 내용물의 무게는 1.330kg. 에너지 가치 - 3360kcal.

## 같이 보기
- MRE
- RCIR
- 식판
- 반합
- 비상식량